# كيفن مكارثي
كيفين أوين مكارثي (بالإنجليزية: Kevin Owen McCarthy)‏ هو سياسي أمريكي من الحزب الجمهوري ولد في يوم 25 يناير 1965 في مدينة بيكرسفيلد في كاليفورنيا. أكمل دراسة إدارة الأعمال في جامعة كاليفورنيا الولائية. اُنتخب كنائب في مجلس النواب الأمريكي في 2007 لأول مرة، وفي سنة 2019 أصبح زعيم الأقلية الجمهورية في مجلس النواب. عام 2022، عادت الأغلبية في مجلس النواب للجمهوريين فتم ترشيح مكارثي لرئاسة المجلس خلفا لنانسي بيلوسي، وبعد 15 جولة تصويت أدى مكارثي في 7 يناير 2023 اليمين الدستورية رئيسًا لمجلس النواب الأمريكي.
ترأس مكارثي سابقًا منظمة الجمهوريين الشباب في كاليفورنيا والاتحاد الوطني للجمهوريين الشباب. أوفد ممثلًا في جمعية ولاية كاليفورنيا من عام 2002 إلى عام 2006، وخلال العامين الأخيرين عمل بصفته زعيم الأقلية. انتُخب مكارثي لعضوية الكونغرس في عام 2006. وانتخب لرئاسة مجلس النواب في فترته الثانية كنائب للرئيس الجمهوري من 2009 إلى 2011. عندما تولّى الجمهوريون السيطرة على مجلس النواب في عام 2011، أصبح منفذًا لحزب الأغلبية من عام 2011 حتى أغسطس 2014، عندما انتخب زعيم الأغلبية ليحل محل إريك كانتور، الذي انتهت ولايته بهزيمته بالانتخابات التمهيدية.
بعد أن خسر الجمهوريون أغلبيتهم في الانتخابات النصفية لعام 2018، وتقاعد رئيس مجلس النواب بول رايان، انتُخب مكارثي زعيمًا للأقلية في يناير 2019، لصبح بذلك أول عضو من الحزب الجمهوري من كاليفورنيا يشغل هذا المنصب.
كان مكارثي مدافعًا ثابتًا عن الرئيس دونالد ترامب معظم وقته كزعيم للأغلبية وزعيم للأقلية. بعد الانتصار الذي حققه جو بايدن في الانتخابات الرئاسية الأمريكية لعام 2020، أيّد مكارثي موقف ترامب المتمثل في إنكار فوز بايدن والمشاركة في الجهود القانونية لإبطال النتائج. أدان مكارثي لاحقًا اقتحام كابيتول في الولايات المتحدة عام 2021.

## النشأة والتعليم
ولد مكارثي في 26 يناير 1965 في بيكرسفيلد، كاليفورنيا، ابنًا لروبرتا دارلين (بالادينو قبل الزواج)، وهي ربّة منزل، وأوين مكارثي، وهو مساعد رئيس إطفاء المدينة. مكارثي مقيم من الجيل الرابع في مقاطعة كيرن. كان جده من طرف أمه مهاجرًا إيطاليًا، وجده من طرف أبيه أيرلنديًا. مكارثي هو أول جمهوري في عائلته المباشرة، إذ كان والديه أعضاءً في الحزب الديمقراطي. ارتاد جامعة ولاية كاليفورنيا، بيكرسفيلد، حيث نال بكالوريوس العلوم في التسويق عام 1989 وماجستير إدارة الأعمال عام 1994.

## بداية المسيرة السياسية
عمل مكارثي في طاقم عضو الكونجرس بيل توماس من 1987 إلى 2002. في عام 1995، ترأس منظمة الجمهوريين الشباب. من 1999 إلى 2001، ترأس الاتحاد الوطني للجمهوريين الشباب. من أواخر التسعينيات حتى عام 2000، كان مدير دائرة توماس. فاز مكارثي بأول انتخابات له في عام 2000، بصفته أمينًا لدائرة كيرن كوميونيتي كوليدج. 
انتُخب مكارثي لعضوية مجلس ولاية كاليفورنيا في عام 2002. أصبح زعيم الطابق الجمهوري في عام 2003. انتُخب لمجلس النواب الأمريكي في عام 2006.

## في منصب رئيس مجلس النواب
فى 3 أكتوبر 2023 صوت مجلس النواب الأمريكي لصالح إقالة رئيسه مكارثى في سابقة تاريخية مند الإستقلال وسط صراع داخلى بين الجمهورين.

## المواقف السياسية

### الإجهاض
في عام 2003، عندما كان زعيم الأقلية في مجلس الولاية، «دعم مكارثي معظم حقوق الإجهاض لكنه لم يؤيد إنفاق أموال الضرائب على عمليات الإجهاض». ولكن بحلول عام 2015، كان مكارثي، وفقًا لصحيفة واشنطن بوست، «من أشد المدافعين عن حقوق الإجهاض». يدعم مكارثي تعديل هايد (بند يجدده الكونغرس بشكل سنوي منذ عام 1976، والذي ينص على حظر التمويل الفيدرالي للإجهاض، باستثناء الحالات المتعلقة بإنقاذ حياة المرأة، أو في حال كان الحمل ناتجًا عن زنا المحارم أو الاغتصاب). وفي عام 2011 شارك في رعاية مشروع قانون، «بند عدم تمويل دافعي الضرائب للإجهاض»، لجعل تعديل هايد ثابتًا. كان مشروع القانون هذا مثيرًا للجدل، إذ شكل استثناءً لعمليات الإجهاض في حال كان الحمل ناتج عن «الاغتصاب القسري» فقط، مما دفع الناشطين المدافعين عن حقوق الإجهاض إلى اعتباره بمثابة إعادة تعريف للاغتصاب. يعارض مكارثي قانون ولاية كاليفورنيا الذي يطالب خطط التأمين الصحي «بالتعامل مع تغطية الإجهاض وتغطية الأمومة بشكل محايد وتوفير كليهما» على أساس أن القانون ينتهك تعديل ويلدون والقوانين الفيدرالية الأخرى.
صوّت مكارثي لتجريد حوالي 500 مليون دولار من التمويل الفيدرالي لجمعية تنظيم الأسرة الأمريكية.

### كوفيد-19
في 17 سبتمبر 2020، صوّت مكارثي ضد قرار مجلس النواب رقم 908 لإدانة العنصرية ضد الأمريكيين الآسيويين المتعلقة بوباء كوفيد-19. وصرّح بإن هذا القرار عبارة عن «مضيعة للوقت»، و «من السخافة الاعتبار بأن الإشارة إلى الفيروس على أنه فيروس ووهان أو فيروس الصين هو نفس الإسهام في العنف ضد الأمريكيين الآسيويين».

### دونالد ترامب
كان مكارثي من أوائل المؤيدين لترامب في الانتخابات التمهيدية الرئاسية الجمهورية لعام 2016، مصرّحًا بإن «شدة» ترامب من شأنها أن تساعد الجمهوريين في الفوز بمقاعد في مجلس النواب. 
اقترح مكارثي أيضًا في تسجيل خاص مع قيادة الحزب الجمهوري في مجلس النواب في عام 2016 أن يدفع بوتين لترامب، وهو ما قال مكارثي عنه لاحقًا أنه مجرد مزحة اتخذت مجرى خاطئ.
بعد الانتخابات النصفية لعام 2018، والتي فاز فيها الديمقراطيون بأغلبية في مجلس النواب، عارض مكارثي تحقيق الديمقراطيين مع ترامب. ووصف التحقيقات بشأن ترامب بأنها «أجندة محدودة» وأن «أمريكا أكبر من أن تحمل أجندة من هذا النوع». وقال إنه قد حُقق مع ترامب بالفعل «لفترة طويلة من الزمن». حقق مكارثي وغيره من الجمهوريين في مجلس النواب مع هيلاري كلينتون لسنوات بشأن هجوم بنغازي عام 2012. في عام 2015، قال مكارثي إن التحقيق، الذي لم يجد دليلًا على ارتكاب كلينتون لأي مخالفات، قد أضر بأرقام الاستطلاعات.
في عام 2019، دافع مكارثي عن المسؤولين الحكوميين الذين ينفقون الأموال في منتجعات يملكها ترامب. مصرحًا بإنه لا يوجد فرق بين إنفاق المسؤولين الحكوميين للمال في الفنادق التي يملكها ترامب والفنادق الأخرى.
في أكتوبر 2019، قال مكارثي: «لم يرتكب الرئيس أي خطأ»، فيما يتعلق بطلب ترامب من الرئيس الأوكراني بأن يباشر تحقيقًا بشأن المرشح الديمقراطي للرئاسة لعام 2020 جو بايدن. وأضاف مكارثي، «الرئيس لم يكن يحقق في شأن بايدن بصفته منافسًا انتخابيًا له بل لأن الرئيس أراد معرفة الحقيقة وحسب، تمامًا كما يريد كل أمريكي أن يعرف كيف وصلت لنا هذه الحيلة الروسية التي بدأت بالفعل ضمن أوكرانيا».
في نفس الشهر، عندما قال ترامب «يجب على الصين أن تبدأ تحقيقًا في قضية بايدن»، ظهر مكارثي بعد ذلك بوقت قصير على قناة فوكس آند فرندس ليقول: «شاهد ما قاله الرئيس، فهو لم يقل إن على الصين التحقيق».